# Eliseo Montaine
Eliseo Montaine, cuyo verdadero nombre era Eliseo Gullino fue un escritor, pintor, humorista, dramaturgo y guionista de cine que nació en Argentina el 1 de agosto de 1906 y falleció en el mismo país en 1966. También usó el seudónimo de Gaspar de la tarde y cuando tuvo a su cargo entre 1952 y 1958 la columna “Alma torera” en el diario Crítica escribió, al igual que sus antecesores en esa sección, el de Don Juan El Zorro. Colaboró, entre otras publicaciones, en Cosquillas, un semanario con buenos humoristas, de corta duración, y también se dedicó a la pintura y a la escenografía..

## Premios
Sus obras Llama eterna (1947) y El hijo azul, escritas ambas en colaboración con Roberto A. Tálice obtuvieron los premios municipal y nacional, respectivamente. Su novela El viaje obtuvo el segundo premio en el Concurso Literario Emecé de 1955.
Por el filme Tres hombres del río la Academia de Artes y Ciencias Cinematográficas de la Argentina le otorgó el premio Cóndor Académico de 1943 al mejor argumento original a Rodolfo González Pacheco, Hugo Mac Dougall y Eliseo Montaine.

## Filmografía
Guionista
- Interpol llamando a Río (1962)
- Isla brava (1958)
- Bendita seas (1956)
- Hoy cumple años mamá (1948)
- Un hombre bueno (1941)

Autor
- Sábado del pecado (1954)
- Centauros del pasado (1944)
- Tres hombres del río (1943)

Escenografía
- Sinvergüenza (1940)

Adaptación
- Horizontes de piedra (1956)

Asesoría
- La carga de los valientes (1940)

## Libros
- Noche en los ojos (en colaboración con Roberto Tálice) (1947)
- Llama eterna (en colaboración con Roberto Tálice) ((1947)
- El hijo azul (en colaboración con Roberto Tálice)
- Amor todas las noches (en colaboración con Roberto Tálice) (1950]
- El hombre prohibido (en colaboración con Roberto Tálice) (1951)
- Cuatro en el paraíso (en colaboración con Roberto Tálice) (1952)
- El amor comienza mañana (en colaboración con Roberto Tálice) (1953)
- Luna de miel en el cielo (en colaboración con Roberto Tálice) (1955)
- La inglesita (1937)
- Mujeres en el desierto (1942)
- Romántica Florinda (1954)
- Don Rufo de los Milagros (1954)